# 黒井悌次郎
黒井 悌次郎（くろい ていじろう、慶応2年5月22日（1866年7月4日） - 昭和12年（1937年）4月29日）は、明治から大正期の日本の海軍軍人。海軍大将。山形県（旧米沢藩）出身。江戸時代中期の米沢藩士黒井忠寄は傍系である。黒井家の菩提寺はともに鍛冶町の曹洞宗高国寺。

## 経歴
米沢藩士（250石）黒井繁邦の二男。同郷の山下源太郎や南雲忠一と同様、米沢藩の藩校をルーツとする興譲館中学より海軍兵学校に入学。明治19年（1886年）、兵学校13期を36人中4位で卒業。同期に野間口兼雄大将・栃内曽次郎大将がいる。この期は他にも中将5名・少将10名を輩出する。
練習艦「龍驤」での訓練を終えて、最新の巡洋艦「高千穂」で最初の2年あまりを過ごす。明治23年（1890年）、イギリスで建造中の巡洋艦「千代田」の回航委員に選ばれ、初の海外赴任。帰国後は海防艦「武蔵」の分隊長を務めて大尉に昇進する。
明治25年（1892年）から1年間、海軍大学校甲種5期で研鑽し、軍令部に転属する。軍令部員として日清戦争に参戦。そのほとんどを仁川・漁隠洞・大連の最前線に置いた運輸通信部で過ごし、卓越した事務処理能力を発揮する。終戦後は軍令部本庁の第1局・第2局で部員として下積みを重ねる。大尉時代の大半を軍令部員として過ごした黒井は、少佐昇進の直前、明治30年（1897年）8月に4年半ぶりの海上生活となる常備艦隊参謀に転出した。
少佐時代の明治30年より32年（1899年）までの2年弱、海軍省で副官と大臣秘書官を兼ねた。黒井が仕えた海軍大臣は西郷従道と山本権兵衛である。ここでも事務方の中核として、山本長期政権の序盤に関与した。中佐に昇進して半年後の明治33年（1900年）1月、イギリス駐在に任じられる。日露戦争に備えて、イギリスには大量の戦艦・巡洋艦・駆逐艦を発注しており、建造の進捗状況を確認し、回航可能となった艦艇への回航委員会設置などの事務処理が必要となる。黒井は造船造兵監督官を兼任し、イギリス艦艇の発注から回航までを取り仕切った。2年の任期を終えて帰国すると、5年ぶりの海上生活を「笠置」、「敷島」副長として過ごす。36年（1903年）7月3日、黒井は、佐世保鎮守府参謀兼望楼監督官副官に任じられた。
7月22日、東京を経ち佐世保に向かったが、翌23日、東京で留守を預かる家族に不幸があった。息子2人が青山墓地の井戸に転落し、死亡した事故である。警察は噂に乗じず、事故死として処理を済ませた。
日露戦争開戦から数カ月後、明治37年6月6日、仮装巡洋艦香港丸に乗組みを命ぜられたが、6月23日、転じて、海軍陸戦重砲隊指揮官に任ぜられ、翌24日大連に上陸する。重砲隊の任務は、旅順要塞攻撃を行う陸軍第3軍（司令官乃木希典）に協力し、大口径の艦砲をもって要塞および旅順港内のロシア太平洋艦隊（旅順艦隊）を砲撃することにあった。その装備は最終的に、15センチ砲、12センチ砲、12斤砲等各種あわせて43門に及び、その戦果は旅順陥落の大きな要因となった。
明治38年（1905年）1月12日の人事異動で大佐に昇進。同時に旅順口工作廠長に就任した。
ポーツマス講和後のロシアに公使館付武官として着任し、以後は海軍省からも軍令部からも遠ざけられる。明治41年（1908年）、唯一の艦長職として「敷島」艦長、半年後の明治42年（1909年）に少将昇進とともに佐世保工廠長、明治45年（1912年）に舞鶴予備艦隊司令官、翌年は将官会議議員を半年務めて練習艦隊司令官となる。この時の遠洋航海は北米コースで、太平洋戦争時に司令官級だった41期（草鹿龍之介・大田実・木村昌福・田中頼三ら）の指導を担当している。
遠洋航海中の大正3年（1914年）5月29日、同期の野間口・栃内とともに中将へ昇進する。これはシーメンス事件によって権威が失墜した海軍を立て直すべく、八代六郎中将が実行した人事刷新の一例である。長らく海軍次官を勤めてきた財部彪中将は、黒井ら13期より2期後輩ながら、半年早く中将に昇進している。財部には事件の責任はないので、山本権兵衛や斎藤実のように予備役編入するわけにもいかないが、かといって中央に残すわけにもいかない。そこで、出し抜かれた黒井・野間口・栃内を昇進させ、中将にふさわしいポストを与えることによって財部を無任所の名誉職にとどめることにしたのである。こうして黒井は昇進を果たしたのだが、帰国後は横須賀工廠長、大正4年（1915年）馬公要港部司令官、大正5年（1916年）旅順要港部司令官、大正7年（1918年）第3艦隊司令長官と、重要ではあるが2線級の職位に甘んじることになる。
大正8年（1919年）12月1日、黒井は舞鶴鎮守府司令長官に任じられ、典型的な「楽隠居コース」に乗ってしまった。就任からわずか8ヶ月、翌大正9年（1920年）8月16日、野間口・栃内と同時に大将昇進するが、引き換えに将官会議議員に任じられ、能吏と誉れ高かった黒井の実質的キャリアは終わった。昇進後も野間口は教育本部長・横須賀鎮守府司令長官として海軍の指導を続け、栃内は連合艦隊司令長官として実働部隊を指揮したことを見ると、黒井の冷遇振りは明らかである。大正10年（1921年）12月に予備役編入、昭和11年（1936年）5月に退役。昭和12年（1937年）4月29日、昭和天皇の天長節当日に70歳で没した。

## 親族

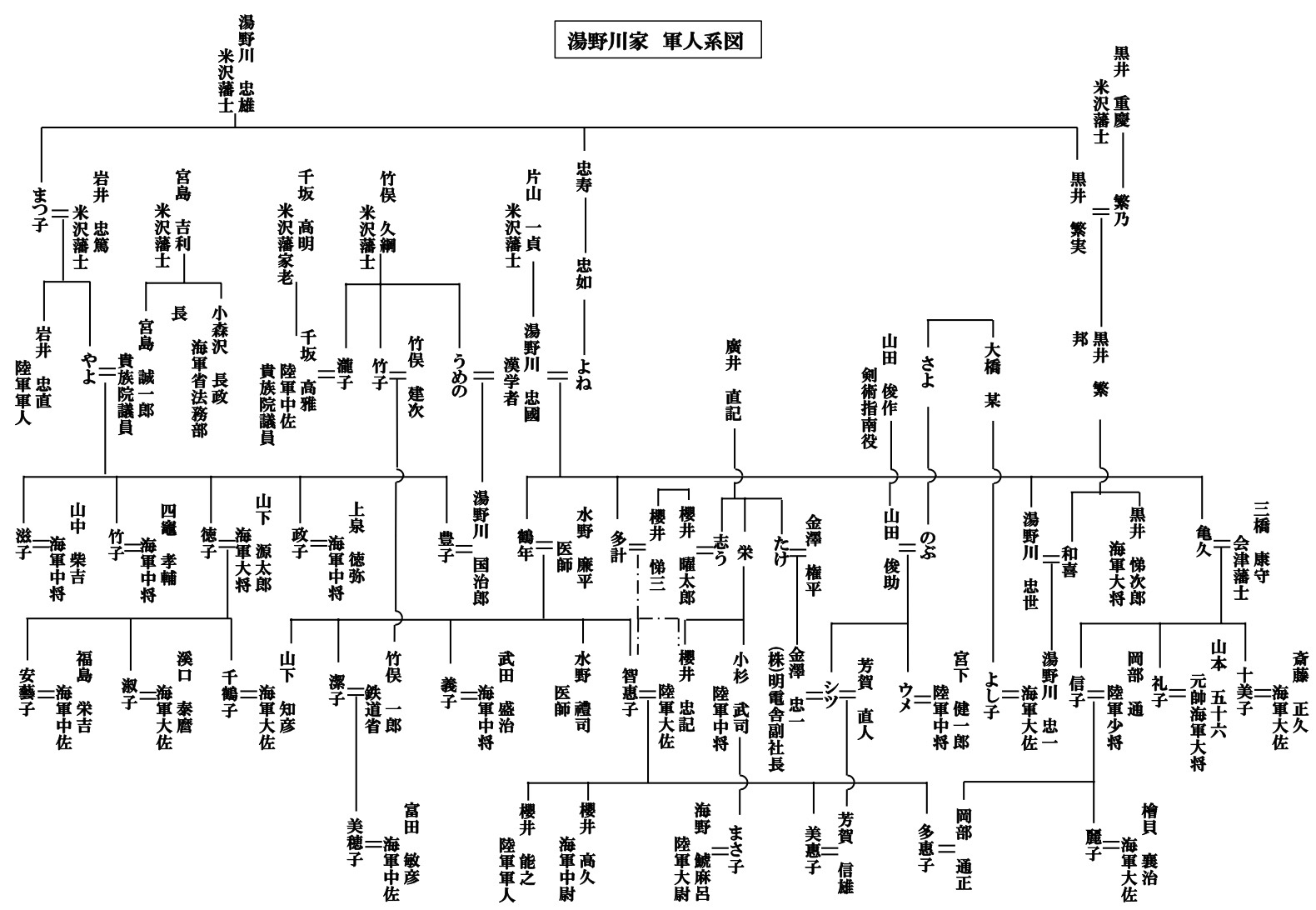
山下源太郎，黒井悌次郎，山本五十六　周辺の系図

黒井の祖母繁乃は、家事の合間に息子が出席している授業を軒下で筆記し「国字四書」（ひら仮名で書いた四書）を残す。この繁乃の行為は戦前の国定教科書に掲載された美談であった。黒井の甥に黒井明少佐（海兵51期）がいる。少佐は飛行将校となり中尉時代の演習中に遭難、捜索隊に発見されたが、搭乗機を守ることを優先し救助を断るという責任感を示した。この時は無事に救助されたが、大尉時代に殉職した。遠縁には山下源太郎海軍大将や山本五十六元帥がいる。

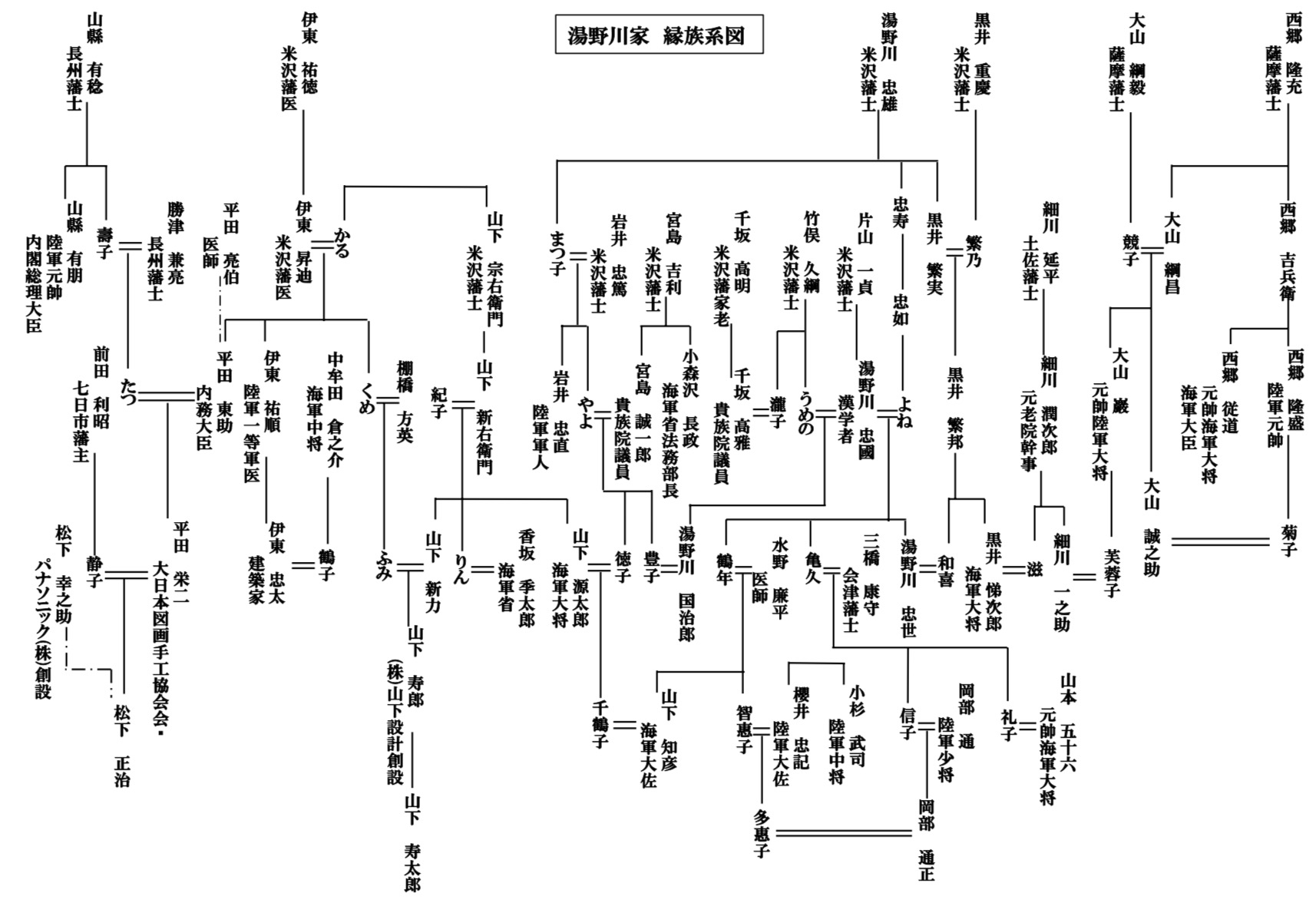
山下家，湯野川家，黒井家　周辺の系図

大姪（姉の孫）に湯川れい子がいる。

## 栄典・授章・授賞
- 1891年（明治24年）6月2日 - 正八位[6]
- 1892年（明治25年）3月23日 - 正七位[7]
- 1897年（明治30年）5月31日 - 従六位[8]
- 1899年（明治32年）11月6日 - 正六位[9]
- 1904年（明治37年）11月18日 - 従五位[10]
- 1909年（明治42年）12月27日 - 正五位[11]
- 1914年（大正3年）6月30日 - 従四位[12]
- 1918年（大正7年）12月28日 - 正四位[13]
- 1921年（大正10年）
  - 2月10日 - 従三位[14]
  - 12月20日 - 正三位[15]

勲章等
- 1895年（明治28年）
  - 10月19日 - 勲六等瑞宝章・功五級金鵄勲章[16]
  - 11月18日 - 明治二十七八年従軍記章[17]
- 1900年（明治33年）5月31日 - 勲五等瑞宝章[18]
- 1904年（明治37年）11月29日 - 勲四等瑞宝章[19]
- 1906年（明治39年）4月1日 - 功三級金鵄勲章・勲三等旭日中綬章・明治三十七八年従軍記章[20]
- 1914年（大正3年）11月30日 - 勲二等瑞宝章[21]
- 1915年（大正4年）
  - 11月7日 - 勲一等旭日大綬章[22]
  - 11月10日 - 大礼記念章（大正）[23]
- 1920年（大正9年）11月1日 - 戦捷記章[24]

外国勲章佩用允許
- 1910年（明治43年）
  - 1月14日
    - ロシア帝国：神聖アンナ第一等勲章[25]
    - 大韓帝国：勲二等八卦章[25]

  - 5月16日 - 大韓帝国：韓国皇帝陛下南西巡幸記念章[26]